# NGC 3979
NGC 3979 = IC 2976 ist eine linsenförmige Galaxie vom Hubble-Typ S0 im Sternbild Jungfrau auf der Ekliptik. Sie ist schätzungsweise 261 Millionen Lichtjahre von der Milchstraße entfernt und hat einen Durchmesser von etwa 85.000 Lj.
Im selben Himmelsareal befindet sich u. a. die Galaxie NGC 4006.
Das Objekt wurde am 23. April 1881 von Edward Singleton Holden entdeckt.